# Pilote Trémintin II (SNS 088)
Le Pilote Trémintin II (SNS 088) est un bateau tous temps de la station de l'Île-de-Batz de la Société nationale de sauvetage en mer (SNSM). Il est en service depuis 1997 et a été rénové et modernisé en 2012.

## Histoire
Le Pilote Trémintin II est construit au chantier Sibiril, à Carantec, en 1997, et mis en service durant cette même année, en remplacement du Pilote Trémintin, en service depuis 1958, comme lui son nom est un hommage au marin de l'île Yves Trémintin.
En 2012, il entre en grand carénage pour deux mois à Saint-Malo dans le Centre d’Entretien et de Réparation de l’Ouest (CERO) de la SNSM. Pour un coût de 280 000 fr, il est rénové et modernisé pour un nouveau service pendant quinze ans, le financement est assuré à parts égales (25%) par quatre structures : la SNSM nationale, le Conseil régional de Bretagne, le conseil général du Finistère et la station de l'Île de Batz. Après une semaine d'essais sous la responsabilité de Gilles-Jean Cerkievyk, technicien de la SNSM, il retrouve en juillet son patron, son équipage. Pendant l'absence du canot les installations de mise à l'eau, cale et chariot, ainsi que l'abri ont été rénovés et repeints.

## Caractéristiques
Il fait partie de la série des canot tous temps, de la SNSM, caractéristiques et équipement :
- Longueur hors-tout de 15,52 m,
- Longueur de flottaison : 14,08 m,
- Maître-bau : 4,39 m,
- Tirant d'eau : 1,20 m,
- Moteurs : 2 moteurs diesel marine de 320 ch chacun,
- Vitesse estimée : 20 nœuds,
- Équipage : de 4 à 8,
- Équipement navigation : radar, sondeur, GPS,
- Équipement localisation naufragé : radio VHF, goniomètre VHF, jumelles à intensification de lumière,
- Équipement premiers secours : unité de réanimation, civière coquille, aptitude hélitreuillage,
- Équipement remorquage : remorque flottante.

Il fait partie d'une série commencée en 1997. C'est un canot tous temps avec une coque en polyester et en CVR (composite verre-résine) et est insubmersible, auto-redressable et échouable. Il peut ainsi sortir dans n'importe quelle condition de vent et de mer. Il appareille après le quart-d'heure qui suit l'alerte, elle-même déclenchée par le CROSS pour un sauvetage ou une évacuation sanitaire (EVASAN). Les canots tous temps sont reconnaissables à leur coque de couleur verte (couleur héritée de la SCSN) et à leur immatriculation « SNS 0nn ».